# Stazione di Siliqua (FMS)
Stazione di Siliqua 1968-ban bezárt vasútállomás Olaszországban, Szardínia régióban, Siliqua településen.

## Vasútvonalak
Az állomást az alábbi vasútvonalak érintették:
- Siliqua-San Giovanni Suergiu-Calasetta-vasútvonal

## Kapcsolódó állomások
A vasútállomáshoz az alábbi állomások vannak a legközelebb: 
- Stazione di Campanasissa